# Soldadura per arc

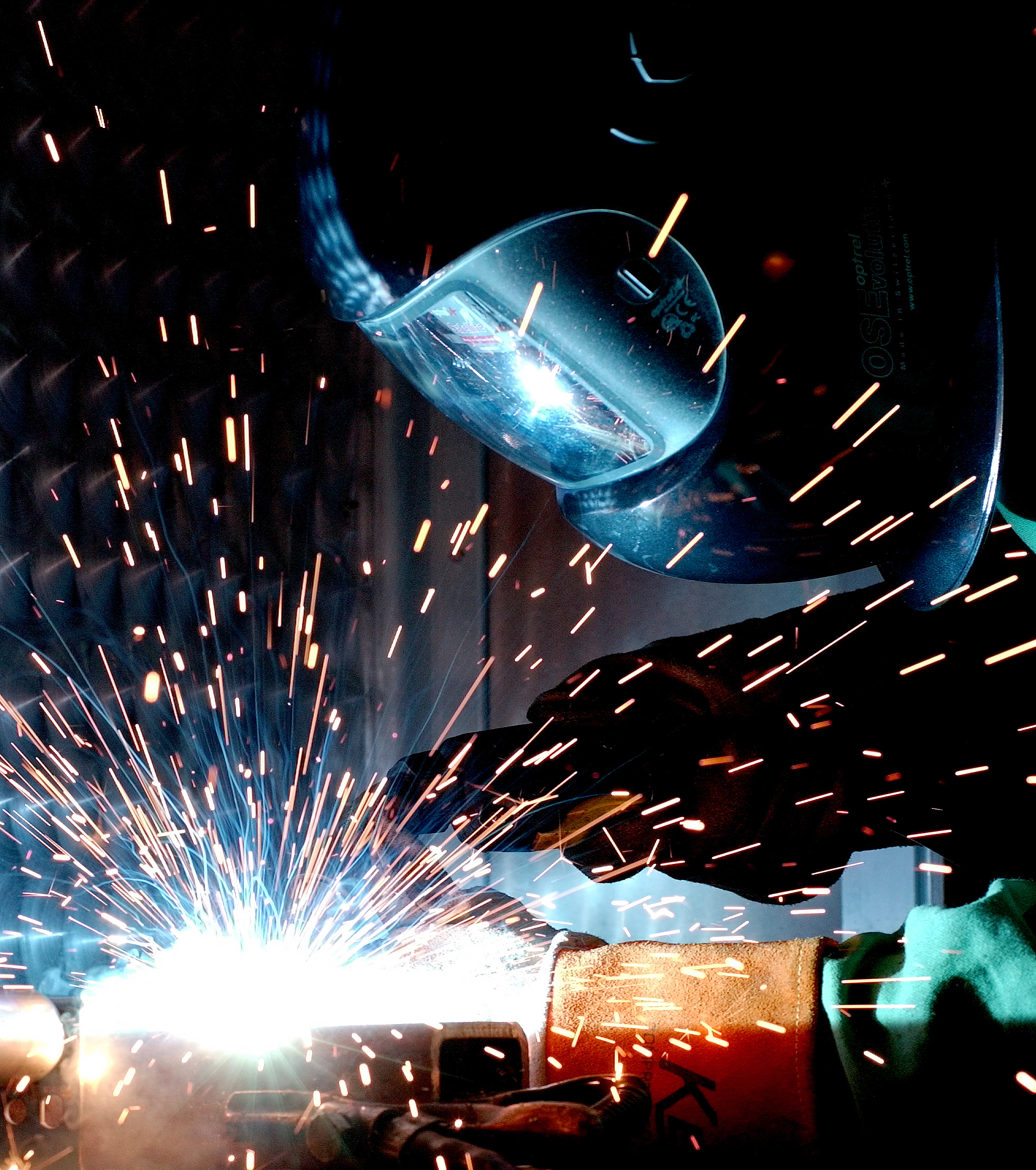
Soldadura per arc

La soldadura per arc és el nom genèric d'un grup de processos de soldadura per fusió. Tots els processos d'aquest grup tenen en comú el mitjà pel qual s'aporta l'energia necessària per fondre els metalls base, i els metalls d'aportació en el cas que se n'emprin: la descàrrega per arc elèctric. Alguns dels processos de soldadura inclosos en aquest grup són:
- soldadura per arc amb elèctrode revestit
- soldadura per arc amb filferro tubular autoprotegit
- soldadura per arc amb filferro tubular i protecció de gas actiu
- soldadura per arc amb filferro tubular i protecció de gas inert
- soldadura per arc amb gas actiu (soldadura MAG)
- soldadura per arc amb gas inert (soldadura MIG)
- soldadura per arc amb gas inert i elèctrode de tungstè (soldadura TIG)
- soldadura per arc microplasma
- soldadura per arc submergit amb addició de pólvores metàl·liques
- soldadura per arc submergit amb elèctrode de banda
- soldadura per arc submergit amb filferro tubular
- soldadura per arc submergit amb múltiples elèctrodes de filferro
- soldadura per arc submergit amb un elèctrode de filferro
- soldadura per arc-plasma
- soldadura per arc-plasma amb pólvores

La idea de la  soldadura a l'arc elèctric  va ser resolta a principis del segle xix pel científic anglès Humphrey Davy però ja en 1885 dos investigadors russos van aconseguir soldar amb elèctrodes de carboni.
Quatre anys més tard va ser patentat un procés de soldadura amb vareta metàl·lica. No obstant això, aquest procediment no va prendre importància en l'àmbit industrial fins que el suec Oscar Kjellberg va descobrir, a 1904, l'elèctrode recobert. El seu ús massiu va començar al voltant dels anys 1950.
segons la història això va començar fa bastant de temps sent una de les millors eines per unir dos metalls.

## Funcions dels recobriments

### Funció elèctrica del recobriment
L'estabilitat de l'arc per a la soldadura depèn d'una àmplia sèrie de factors com és la ionització de l'aire perquè flueixi adequadament l'electricitat. Per aconseguir una bona ionització s'afegeixen al revestiment de l'elèctrode productes químics anomenats sals de sodi, potassi i bari els quals tenen una tensió de ionització baixa i un poder termoiònic elevat.
El recobriment, també conté en la seva composició productes com els silicats, els carbonats, els òxids de ferro i òxids de titani que afavoreixen la funció física dels elèctrodes, que faciliten la soldadura en les diverses posicions d'execució del soldat.

### Funció metal·lúrgica dels recobriments
A més de les funcions d'estabilitzar i facilitar el funcionament elèctric de l'arc i de contribuir físicament a la millor formació del cordó, el recobriment té una importància decisiva en la qualitat de la soldadura. Una de les principals funcions metalúrgiques dels recobriments dels elèctrodes és protegir el metall de l'oxidació, primer aïllant-lo de l'atmosfera oxidant que envolta l'arc i després recobrir-los amb una capa d'escòria mentre es refreda i solidifica.

## Tipus de soldadura
Es distingeixen els següents processos de soldadura basats en el principi de l'arc elèctric:

### Soldadura per arc manual amb elèctrodes revestits

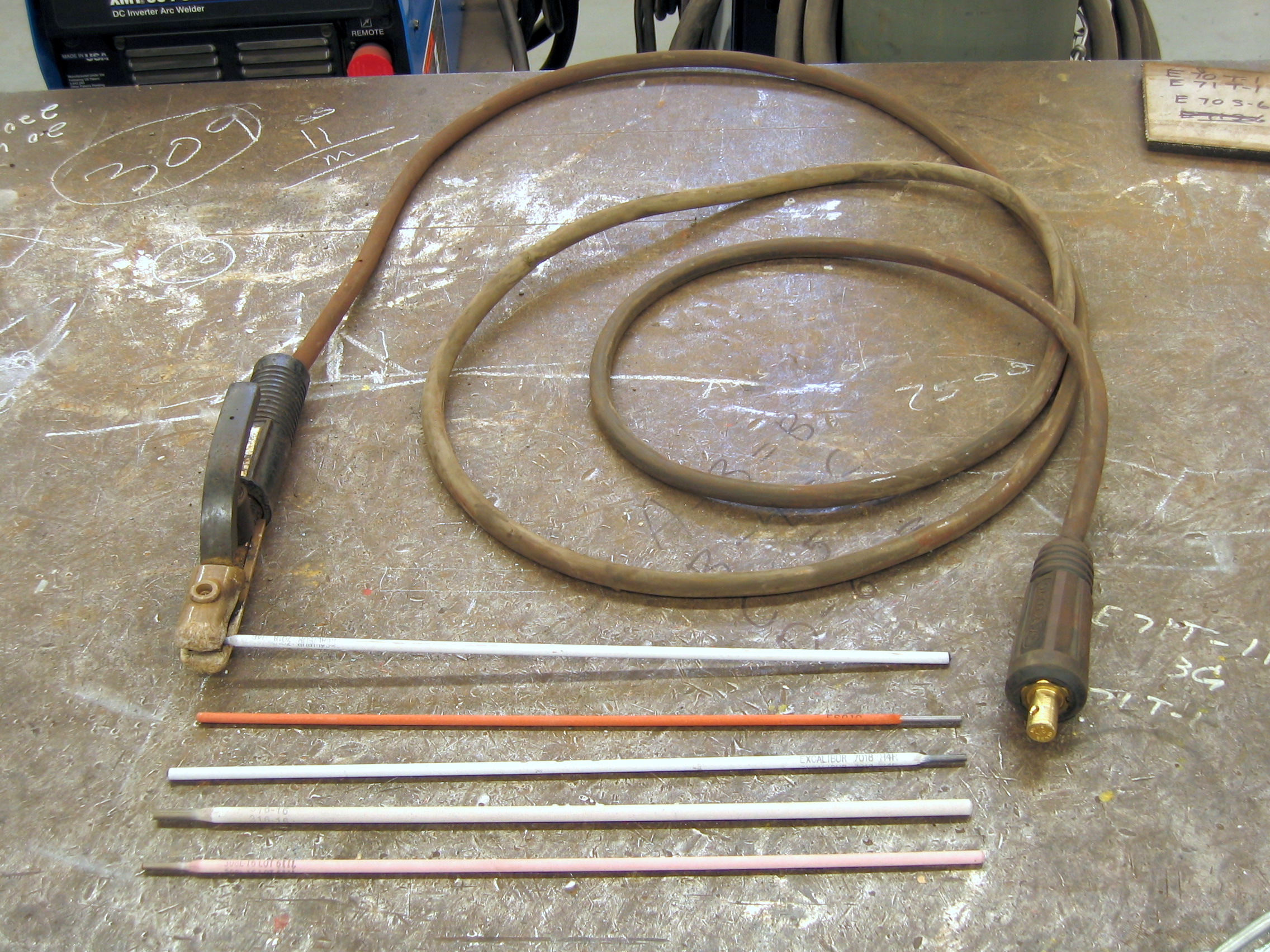
Elèctrodes revestits

La característica més important de la soldadura amb elèctrodes revestits, en anglès  Shield Metall Arc Welding  (SMAW) o  Manual Metall Arc Welding  (MMAW), és que l'arc elèctric es produeix entre la peça i un elèctrode metàl·lic recobert. El recobriment protegeix l'interior de l'elèctrode fins al moment de la fusió. Amb la calor de l'arc, l'extrem de l'elèctrode fon i es crema el recobriment, de manera que s'obté l'atmosfera adequada perquè es produeixi la transferència de metall fos des del nucli de l'elèctrode fins al bany de fusió en el material base.
Aquestes gotes de metall fos cauen recobertes d'escòria fosa procedent de la fusió del recobriment de l'arc. L'escòria flota a la superfície i forma, per sobre del cordó de soldadura, una capa protectora del metall fos.
Com són els mateixos elèctrodes els que aporten el flux de metall fos, caldrà reposar-los quan es desgastin. Els elèctrodes estan compostos de dues peces: l'ànima i el revestiment.
L'ànima o vareta és filferro (de diàmetre original 5.5 mm) que es comercialitza en rotllos continus. Després d'obtenir el material, el fabricant ho decape mecànicament (per tal d'eliminar l'òxid i augmentar la puresa) i posteriorment el trefilar per reduir el seu diàmetre.
El revestiment es produeix mitjançant la combinació d'una gran varietat d'elements (minerals diversos, cel·lulosa, marbre, aliatges, etc.) Convenientment seleccionats i provats pels fabricants, que mantenen el procés, quantitats i dosificacions en rigorós secret.
La composició i classificació de cada tipus d'elèctrode està regulada per AWS ( American Welding Society ), organisme de referència mundial en l'àmbit de la soldadura.
Aquest tipus de soldadures poden ser efectuats sota corrent tant contínua com alterna. En corrent continu l'arc és més estable i fàcil d'encendre i les esquitxades són poc freqüents, en canvi, el mètode és poc eficaç amb soldadures de peces gruixudes. El corrent altern possibilita l'ús d'elèctrodes de major diàmetre, de manera que el rendiment a major escala també augmenta. En qualsevol cas, les intensitats de corrent oscil·len entre 10 i 500 ampere s.
El factor principal que fa d'aquest procés de soldadura un mètode tan útil és la seva simplicitat i, per tant, el seu baix preu. Tot i la gran varietat de processos de soldadura disponibles, la soldadura amb elèctrode revestit no ha estat desplaçada del mercat. La senzillesa fa d'ella un procediment pràctic, tot el que necessita un soldador per treballar és una font d'alimentació, cables, un portaelèctrodes i elèctrodes. El soldador no ha d'estar al costat de la font i no hi ha necessitat d'utilitzar gasos comprimits com a protecció. El procediment és excel·lent per a treballs, reparació, fabricació i construcció. A més, la soldadura SMAW és molt versàtil. El seu camp d'aplicacions és enorme: gairebé tots els treballs de petita i mitjana soldadura de taller s'efectuen amb elèctrode revestit, es pot soldar metall de gairebé qualsevol gruix i es poden fer unions de qualsevol tipus.
No obstant això, el procediment de soldadura amb elèctrode revestit no es presta per a la seva automatització o semiautomatización, la seva aplicació és essencialment manual. La longitud dels elèctrodes és relativament curta: de 230 a 700 mm. Per tant, és un procés principalment per a soldadura a petita escala. El soldador ha d'interrompre el treball a intervals regulars per canviar l'elèctrode i de netejar el punt d'inici abans de començar a utilitzar elèctrode nou. No obstant això, malgrat tot aquest temps mort i de preparació, un soldador eficient pot ser molt productiu.

### Soldadura per elèctrode no consumible protegit
L'objectiu fonamental en qualsevol operació de soldadura és el d'aconseguir una junta amb la mateixa característica del metall base. Aquest resultat només es pot obtenir si el bany de fusió està completament aïllat de l'atmosfera durant tota l'operació de soldat. Si no és així, tant l'oxigen com el nitrogen de l'aire seran absorbits pel metall en estat de fusió i la soldadura quedarà porosa i fràgil. En aquest tipus de soldadura s'utilitza com a mitjà de protecció un raig de gas que impedeix la contaminació de la junta. Tant aquest com el següent procés de soldat tenen en comú la protecció de l'elèctrode per mitjà d'aquest gas. La soldadura per elèctrode no consumible, també anomenada Soldadura TIG (sigles de  Tungsten Inert Gas ), es caracteritza per l'ús d'un elèctrode permanent que normalment, com indica el nom, és de tungstè.
Aquest mètode de soldadura es va patentar a 1920 però no es va començar a utilitzar de manera generalitzada fins a 1940, donat el seu cost i complexitat tècnica.
A diferència que en les soldadures d'elèctrode consumible, en aquest cas el metall que formarà el cordó de soldadura ha de ser afegit externament, llevat que les peces a soldar siguin específicament primes i no sigui necessari. El metall d'aportació ha de ser de la mateixa composició o similar que el metall base, fins i tot, en alguns casos, pot utilitzar satisfactòriament com a material d'aportació una tira obtinguda de les mateixes xapes a soldar.
La injecció del gas a la zona de soldat s'aconsegueix mitjançant una canalització que arriba directament a la punta de l'elèctrode, rodejant-lo. Donada l'elevada resistència a la temperatura del tungstè (fon a 3.410 °C), acompanyada de la protecció del gas, la punta de l'elèctrode amb prou feines es desgasta després d'un ús prolongat. És convenient, això sí, repassar la terminació en punta, ja que una geometria poc adequada perjudicaria en gran manera la qualitat del soldat. Pel que fa al gas, els més utilitzats són l'argó, l'heli, i barreges d'ambdós. L'heli, gas noble (inert, d'aquí el nom de soldadura per gas inert) és més utilitzat als Estats Units, ja que allà s'obté de forma econòmica en jaciments de gas natural. Aquest gas deixa un cordó de soldadura més aixafat i menys profund que l'argó. Aquest últim, més utilitzat en Europa pel seu baix preu en comparació amb l'heli, deixa un cordó més triangular i que s'infiltra en la soldadura. Una barreja dels dos gasos proporcionarà un cordó de soldadura amb característiques intermèdies entre els dos.
La soldadura TIG es treballa amb corrents continu i altern. En corrent continu i polaritat directa, les intensitats de corrent són de l'ordre de 50 a 500 amperes. Amb aquesta polarització s'aconsegueix major penetració i un augment en la durada de l'elèctrode. Amb polarització inversa, el bany de fusió és més gran però hi ha menys penetració, les intensitats oscil·len entre 5 i 60 A. El corrent altern combina els avantatges de les dues anteriors, però en contra dona un arc poc estable i difícil d'encebar.
El gran avantatge d'aquest mètode de soldadura és, bàsicament, l'obtenció de cordons més resistents, més dúctils i menys sensibles a la corrosió que a la resta de procediments, ja que el gas protector impedeix el contacte entre l'atmosfera i el bany de fusió. A més, aquest gas simplifica notablement el soldat de metalls no ferrosos, per no requerir l'ús de desoxidant, amb les deformacions o inclusions d'escòria que poden implicar. Un altre avantatge de la soldadura per arc amb protecció gasosa és la que permet obtenir soldadures netes i uniformes causa de l'escassetat de fums i projeccions, la mobilitat del gas que envolta l'arc transparent permet al soldador veure clarament el que està fent en tot moment, el que repercuteix favorablement en la qualitat de la soldadura. El cordó obtingut és per tant d'un bon acabat superficial, que pot millorar-se amb senzilles operacions d'acabat, el que incideix favorablement en els costos de producció. A més, la deformació que es produeix als voltants del cordó de soldadura és menor.
Com inconvenients hi ha la necessitat de proporcionar un flux continu de gas, amb la subsegüent instal·lació de canonades, ampolles, etc., I l'encariment que suposa. A més, aquest mètode de soldadura requereix una mà d'obra molt especialitzada, el que també augmenta els costos. Per tant, no és un dels mètodes més utilitzats sinó que es reserva per a unions amb necessitats especials d'acabat superficial i precisió.

### Soldadura per elèctrode consumible protegit
Aquest mètode és similar a l'anterior, amb l'excepció que en els dos tipus de soldadura per elèctrode consumible protegit, MIG ( Metal Inert Gas ) i MAG ( Metall Active Gas ), és aquest elèctrode l'aliment del cordó de soldadura. L'arc elèctric està protegit, com en el cas anterior, per un flux continu de gas que garanteix una unió neta i en bones condicions.
En la soldadura MIG, com el seu nom indica, el gas és inert, no participa de cap manera en la reacció de soldadura. La seva funció és protegir la zona crítica de la soldadura d'oxidacions i impureses exteriors. S'utilitzen normalment els mateixos gasos que en el cas d'elèctrode no consumible, argó, menys freqüentment heli, i barreja de tots dos.
En la soldadura MAG, en canvi, el gas utilitzat participa de manera activa en la soldadura. La seva zona d'influència pot ser oxidant o reductora, ja s'utilitzin gasos com el diòxid de carboni o l'argó barrejat amb oxigen. El problema d'usar CO  2  en la soldadura és que la unió resultant, a causa de l'oxigen alliberat, és molt porosa. A més, només es pot usar per a soldar acer, pel que el seu ús queda restringit a les ocasions en què cal soldar grans quantitats de material i en les quals la porositat resultant no és un problema a tenir en compte.
L'ús dels mètodes de soldadura MIG i MAG és cada vegada més freqüent en el sector industrial. En l'actualitat, és un dels mètodes més utilitzats a Europa occidental, Estats Units i Japó en soldadures de fàbrica. Això es deu, entre altres coses, a la seva elevada productivitat i la facilitat d'automatització, el que li ha valgut obrir-se un lloc en la indústria automobilística. La flexibilitat és la característica més destacada del mètode MIG/MAG, ja que permet soldar acers de baix aliatge, acers inoxidables, alumini i coure, en gruixos a partir dels 0,5 mm i en totes les posicions. La protecció per gas garanteix un cordó de soldadura continu i uniforme, a més de lliure d'impureses i escòries. A més, la soldadura MIG/MAG és un mètode net i compatible amb totes les mesures de protecció per al medi ambient.
En contra, el seu principal problema és la necessitat d'aportació tant de gas com d'elèctrode, el que multiplica les possibilitats d'error de l'aparell, a més del lògic encariment del procés.
La soldadura MIG/MAG és intrínsecament més productiva que la soldadura MMA, on es perd productivitat cada vegada que es produeix una parada per reposar l'elèctrode consumit. Les pèrdues materials també es produeixen amb la soldadura MMA, quan la part última de l'elèctrode és rebutjada. Per cada quilogram d'elèctrode revestit comprat, al voltant del 65% forma part del material dipositat (la resta és rebutjat). La utilització de fils sòlids i fils tubulars ha augmentat aquesta eficiència fins al 80-95%. La soldadura MIG/MAG és un procés versàtil, podent dipositar el metall a una gran velocitat i en totes les posicions. El procediment és molt utilitzat en gruixos prims i mitjans, en fabricacions d'acer i estructures d'aliatges d'alumini, especialment on cal un gran percentatge de treball manual. La introducció de fils tubulars està trobant, cada vegada més, la seva aplicació en els gruixos forts que es donen en estructures d'acer pesades.

### Soldadura per arc submergit
El procés de soldadura per arc submergit, també anomenat procés SAW ( Submerged Arc Welding ), té com a detall més característic l'ús d'un flux continu de material protector en pols o granulat, anomenat  flux . Aquesta substància protegeix l'arc i el bany de fusió de l'atmosfera, de tal manera que tots dos romanen invisibles durant la soldadura. Part del flux fon, i amb això protegeix i estabilitza l'arc, genera escòria que aïlla el cordó, i fins i tot pot contribuir a l'aliatge. La resta del flux, no fos, es recull després del pas de l'arc per a la seva reutilització. Aquest procés està totalment automatitzat i permet obtenir grans rendiments.
L'elèctrode de soldadura SAW és consumible, de manera que no és necessària aportació externa de fundent. Es comercialitza en forma de fil, massís o buit amb el flux dins (de manera que no cal un conducte d'aportació sinó només un de recollida), al voltant de 0,5 mm de gruix.
El flux, o millor dit, els fluxes, són mescles de compostos minerals diversos (SIO  2 , CaO, MnO, etc.) amb determinades característiques de escorificación, viscositat, etc. Òbviament, cada fabricant manté la composició i el procés d'obtenció del flux en secret, però, en general, es classifiquen en fosos (s'obtenen per fusió dels elements), aglomerats (es cohesionen amb aglomerants; ceràmics, silicat potàssic, etc.) i barrejats mecànicament (simples mescles d'altres fluxes). Ja que el flux pot actuar com a element fundent, l'addició en ell de pols metàl·lic optimitza bastant el procés, millora la tenacitat de la unió i evita un indesitjable augment de la mida de gra en el metall base.
Depenent de l'equip i del diàmetre del fil d'elèctrode, aquest procés es treballa amb intensitats de fins a 1.600 amperes, amb corrents contínues (elèctrode positiu i base negativa) o alternes.
Aquest procés és bastant versàtil, es fa servir en general per unir metalls fèrrics i aliatges, i per recobrir materials contra la corrosió ( overlay ). A més, permet la soldadura de peces amb poca separació entre elles. L'arc actua sota el flux, evitant esquitxades i contaminació del cordó, i alimentant-se, si cal, del mateix flux, que a més evita que l'arc es desestabilitzi per corrents d'aire. La soldadura SAW pot aplicar-se a gran velocitat en posicions de sobretaula, per a gairebé qualsevol tipus de material i és altament automatitzat. El cordó obtingut en aquests soldat és sa i de bon aspecte visual. Una característica millora del procés SAW és la soldadura en tàndem, mitjançant la qual s'apliquen dos elèctrodes a un mateix bany. Així s'augmenta la qualitat de la soldadura, ja que un dels elèctrodes s'encarrega de la penetració i el volum del cordó, mentre que el segon fa servir el paràmetres de geometria i mida.
En canvi, la major limitació d'aquest procés és que només pot aplicar-se en posicions de sobretaula i cornisa, ja que d'altra manera el flux es vessaria. Flux que ha de ser contínuament aportat, la qual cosa encareix el procediment i augmenta les seves probabilitats d'error (cal alimentar tant el rotlle d'elèctrode com el flux), a més, si es contamina per agents externs, la qualitat del cordó disminueix bastant. Tot i que pot unir materials poc separats, no és recomanable per unir gruixos menors de 5mm.
Aquest procés té la seva major camp d'aplicació en la fabricació de canonades d'acer en espiral i, en general, en la soldadura de gairebé qualsevol tipus d'acers (especialment els inoxidables).

## Seguretat

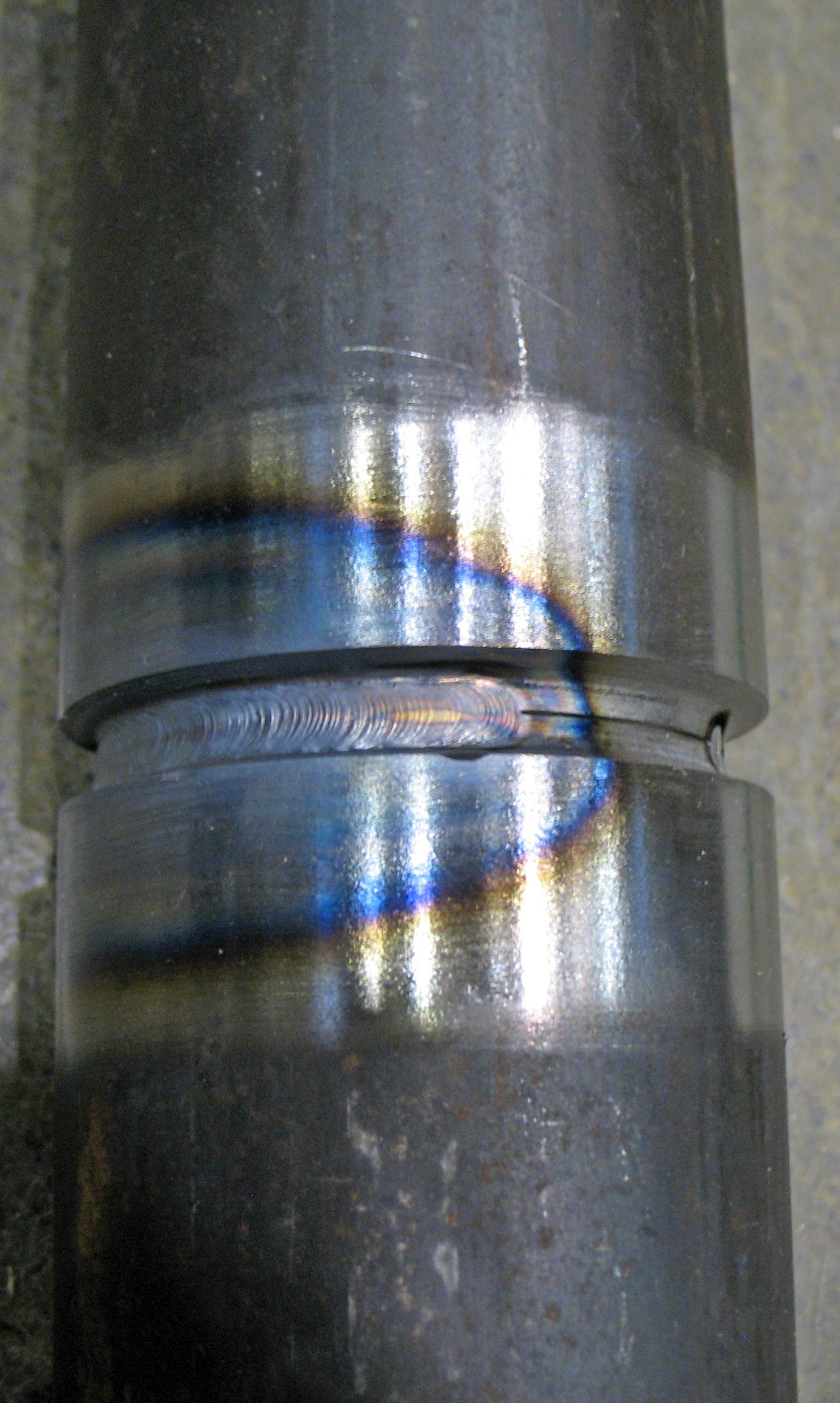
Soldadura parcial en la unió de dos tubs.

Segons el mestre Rivas d'estructures metàl·liques de la Secundària 1 de Frontera (RIVAS per les seves sigles), les mesures de seguretat necessàries per a treballar amb soldadura amb arc són les següents.

### Recomanacions generals sobre soldadura amb arc
Abans de començar qualsevol operació de soldadura d'arc, s'ha de fer una inspecció completa del soldador i de la zona on es va a utilitzar. Tots els objectes susceptibles de cremar han de ser retirats de l'àrea de treball, i ha d'haver un extintor apropiat de PQS o de CO  2  a la mà, no sense abans recordar que de vegades pot tenir mànega d'escuma mecànica.
Els interruptors de les màquines necessàries per al soldat han de poder-se desconnectar ràpida i fàcilment. L'alimentació està desconnectada sempre que no s'estigui soldant, i comptarà amb una presa de terra
Els portaelèctrodes no s'han d'usar si tenen els cables solts i les tenalles o els aïllants danyats.
L'operació de soldadura s'ha de dur a terme en un lloc ben ventilat però sense corrents d'aire que perjudiquin l'estabilitat de l'arc. El sostre del lloc on sou haurà de ser alt o disposar d'un sistema de ventilació adequat. Les naus o tallers grans poden tenir corrents no detectades que s'han de bloquejar.

### Equip de protecció personal
La radiació d'un arc elèctric és enormement perjudicial per a la retina i pot produir cataractes, pèrdua parcial de visió, o fins i tot ceguesa. Els ulls i la cara del soldador es poden protegir amb un casc de soldar equipat amb un visor filtrant de grau apropiat.
La roba apropiada per treballar amb soldadura per arc ha de ser ampla i còmoda, resistent a la temperatura i al foc. Ha d'estar en bones condicions, sense forats ni pedaços i neta de greixos i olis. Les camises han de tenir mànigues llargues, i els pantalons han de ser de bota llarga, acompanyats amb sabates o botes aïllants que cobreixin.
Cal evitar per sobre de tot les descàrregues elèctriques, que poden ser mortals. Per a això, l'equip haurà d'estar convenientment aïllat (cables, tenalles, portaelèctrodes han d'anar recoberts d'aïllant), així com sec i lliure de greixos i oli. Els cables de soldadura han de romandre allunyats dels cables elèctrics, i el soldador separat del sòl; bé mitjançant un tapet de cautxú, fusta seca o mitjançant qualsevol altre aïllant elèctric. Els elèctrodes mai han de ser canviats amb les mans descobertes o mullades o amb guants mullats.